# 西高屋駅
西高屋駅（にしたかやえき）は、広島県東広島市高屋町中島にある、西日本旅客鉄道（JR西日本）山陽本線の駅である。駅番号はJR-G11。
現在は海田市駅の統括駅となっている。

## 歴史

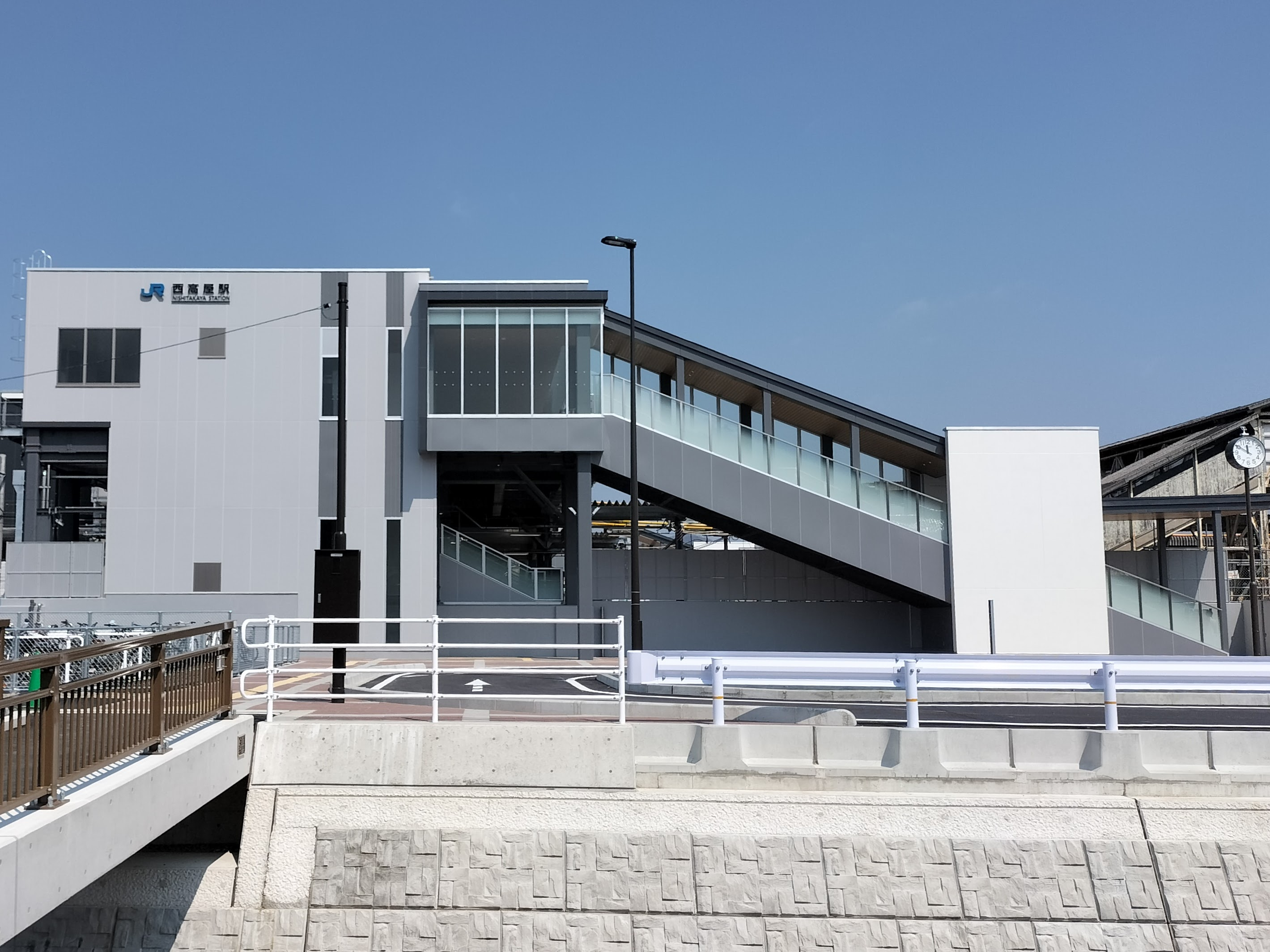
南口（2025年3月）

- 1917年（大正6年）7月13日：鉄道院山陽本線白市駅 - 西条駅間に西高屋信号場として開設[1]。
- 1926年（大正15年）10月1日：西高屋駅に昇格[1]。旅客・貨物取扱開始[1]。
- 1974年（昭和49年）3月21日：貨物取扱廃止[1]。
- 1984年（昭和59年）2月1日：荷物扱い廃止[1]。
- 1987年（昭和62年）4月1日：国鉄分割民営化に伴い、西日本旅客鉄道（JR西日本）の駅となる[1]。
- 1989年（平成元年）9月：みどりの窓口営業開始[2]。
- 2005年（平成17年）4月1日：みどりの券売機の稼動に伴い、みどりの窓口営業時間短縮。営業時間中に閉鎖時間帯が設定される。
- 2007年（平成19年）
  - 6月18日：ICカード「ICOCA」対応自動改札機使用開始。
    - 広島県立広島中学校・高等学校、近畿大学附属広島高等学校・中学校東広島校生徒専用改札口にICOCA専用機導入。

  - 9月1日：ICカード「ICOCA」が利用可能となる。
- 2018年（平成30年）
  - 7月6日：平成30年7月豪雨に伴い、営業休止。
  - 8月21日：白市駅 - 八本松駅間で暫定的な部分運転を実施[3][4]。
  - 9月9日：白市駅 - 瀬野駅間で運転再開[5]。
- 2019年（平成31年）4月1日：業務委託駅化。
- 2020年（令和2年）9月：駅ナンバリング導入、使用開始[6][7]。
- 2022年（令和4年）
  - 2月：橋上駅舎化工事開始[8][9]。
  - 11月25日：この日限りでみどりの窓口営業終了[10]。
  - 11月26日：仮駅舎使用開始[11][10]。みどりの券売機プラス導入[10]。
- 2025年（令和7年）
  - 3月20日：仮駅舎の供用を終了。これと同時に近畿大学附属中学・高等学校ならびに広島県立広島中学・高等学校の生徒用の専用改札も供用終了。
  - 3月21日：橋上駅舎供用開始[12]。

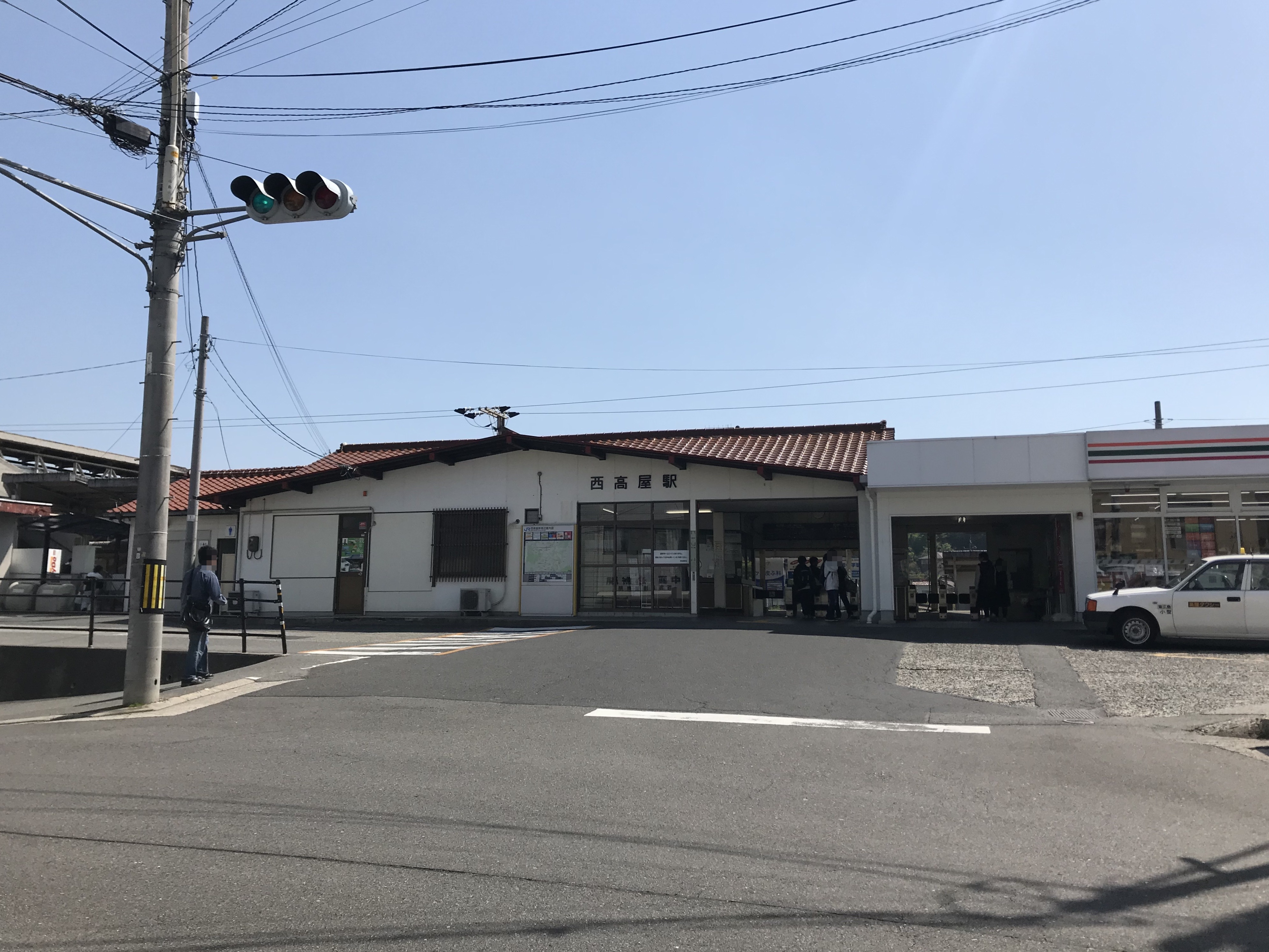
旧駅舎（2018年4月）
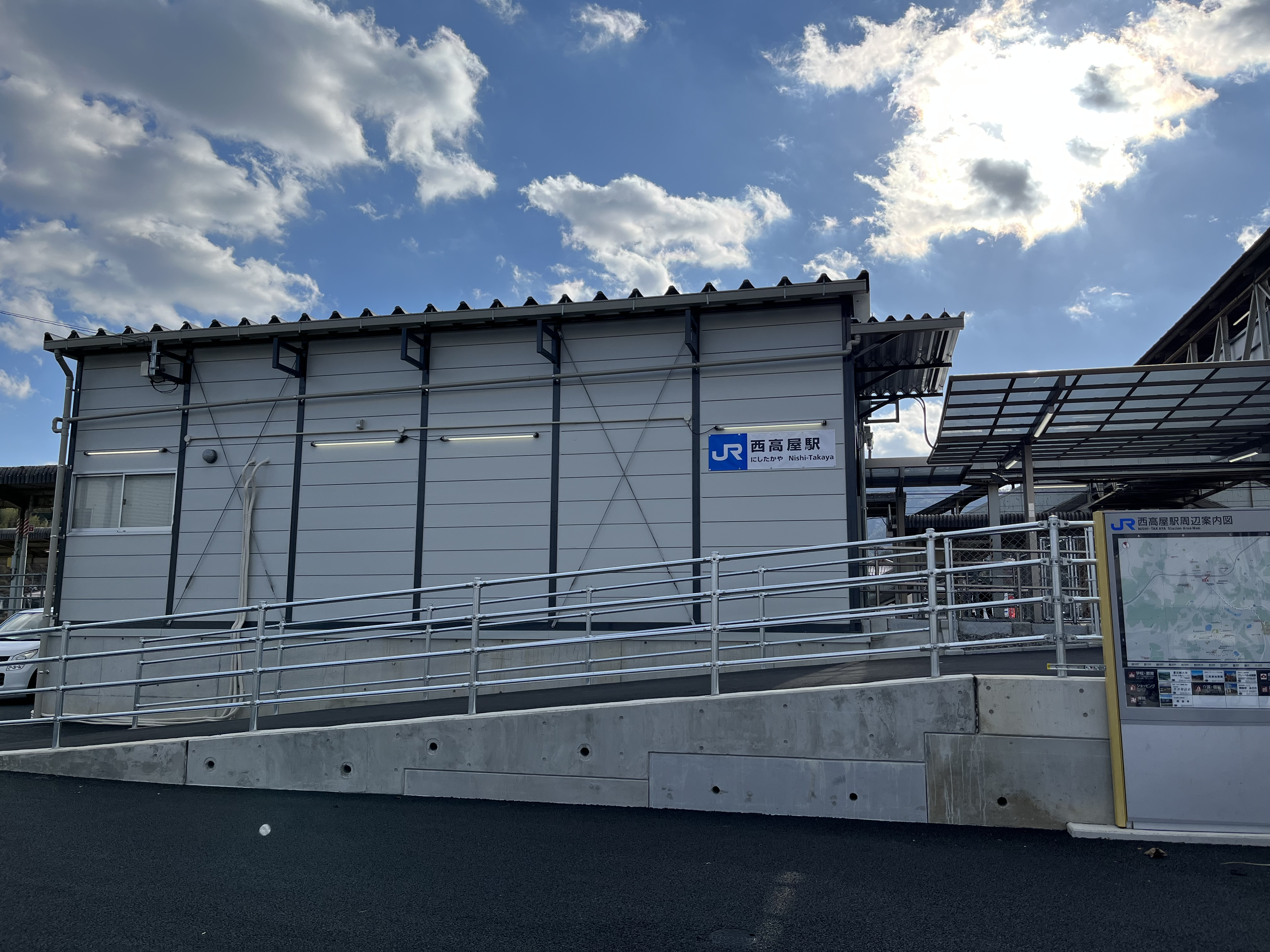
仮駅舎（2022年12月）

## 駅構造
相対式ホーム2面2線を有する地上駅（橋上駅）。上下線間にホームの無い中線があるが、工臨停車や試運転電車・機関車折返しに使用される程度である。
駅北側のロータリーは駅舎から公道（広島県道59号東広島本郷忠海線）を渡った先にあり、旧駅舎時代はロータリーと駅舎を往来するには信号を渡る必要があった。これを解消するため、新駅舎北側にはロータリー直結の「北口」、改札側の「中央口」の2つの出入口が設けられることとなり、駅舎は跨道橋としての役割も帯びることとなった。これに加え南側には「南口」があり、合計で3つの出入口が設けられている。
旧駅舎時代は現在の中央口近辺にのみ改札口があった。また駅周辺にある広島県立広島中学校・高等学校、近畿大学附属広島高等学校・中学校東広島校の生徒専用改札口（簡易ICOCA改札機付き）が通常の改札口に平行して設置されていたが、橋上化に際して廃止されている。
業務委託駅（JR西日本中国交通サービス受託）である。ICOCA利用可能駅（相互利用可能ICカードはICOCAの項を参照）。

### 駅舎概要
- 橋上駅舎
- 2025年

### 駅舎コンコース内
- 改札口
- みどりの券売機プラス
- 公衆トイレ1箇所（改札外）
- エレベーター（改札内2基、改札外3基）
- 高屋情報ラウンジ　あったかや（詳細は後述）

### のりば
| のりば | 路線     | 方向 | 行先           | 備考                           |
| ------ | -------- | ---- | -------------- | ------------------------------ |
| 1      | 山陽本線 | 上り | 三原・福山方面 | 福山方面は三原または糸崎で乗換 |
| 2      | 山陽本線 | 下り | 西条・広島方面 |                                |

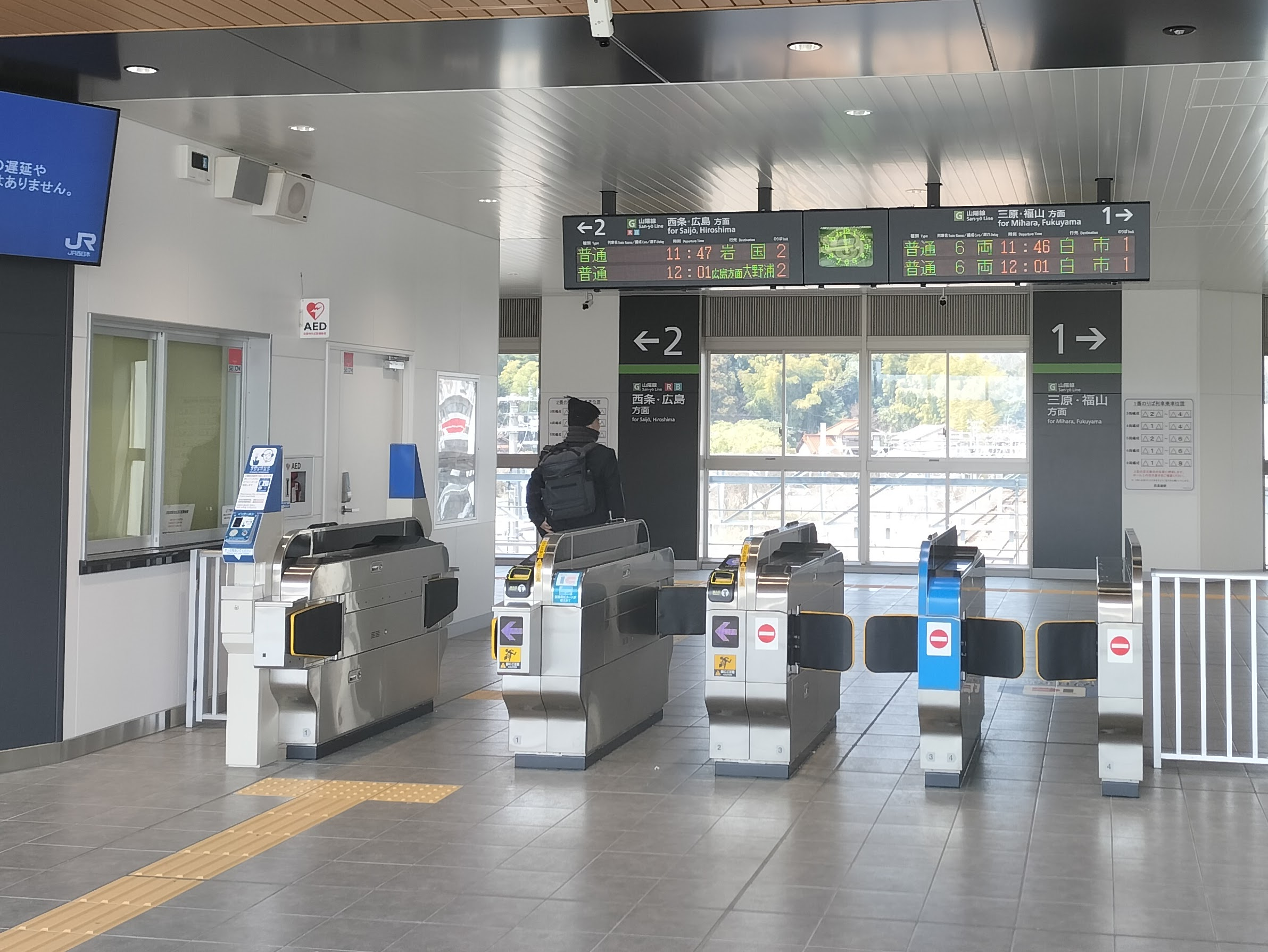
改札口（2025年3月）
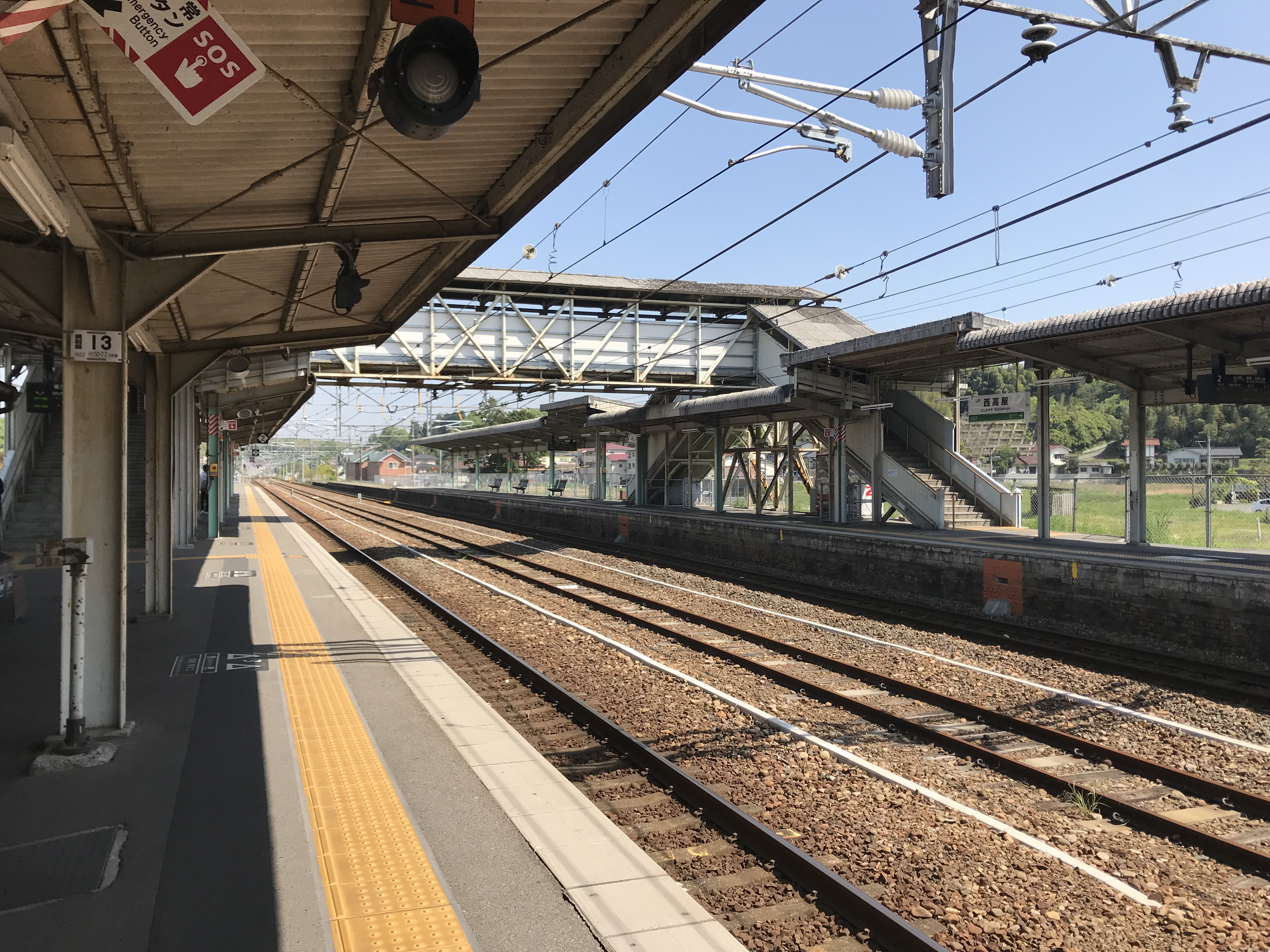
ホーム（2018年4月）

### 高屋情報ラウンジ あったかや

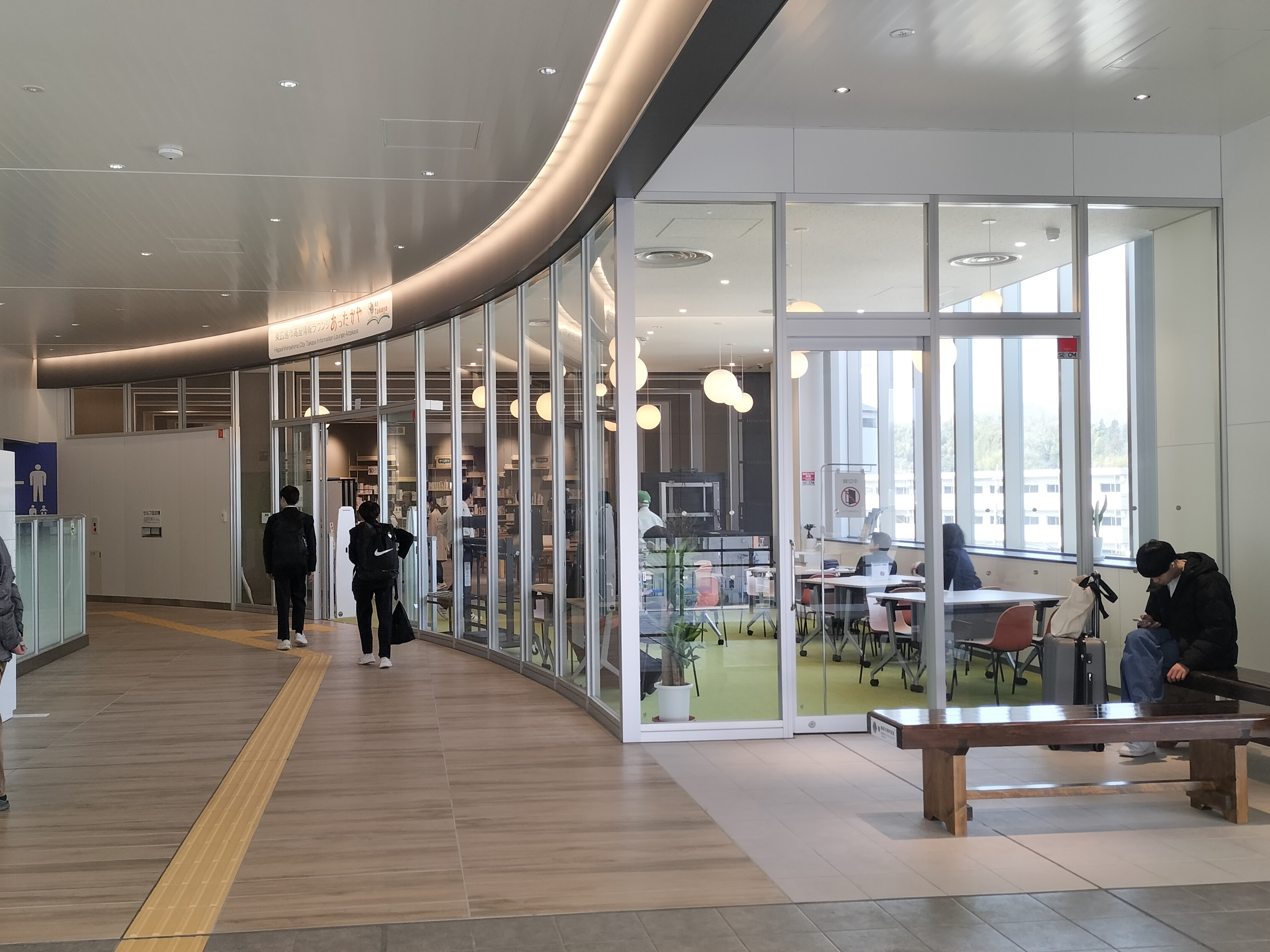
交流施設と図書館からなる「高屋情報ラウンジ　あったかや」

駅の自由連絡通路内、改札の北側に複合施設「高屋情報ラウンジ　あったかや」が設けられている。「高屋図書館」と「交流センター」からなり、列車の待合室としても利用可能である。
図書館では貸出業務は行っておらず、専ら閲覧のみ可能である。またスペースが狭いため、電子書籍の閲覧にも力を入れている。
愛称の「あったかや」は公募で選ばれたものであり、「世代を問わず地域の人が集い、あたたかい和やかな雰囲気の中で交流やアイデアが生まれる場となってほしい」という意味が込められている。

## 利用状況
「統計でみる東広島」によると、近年の1日平均乗車人員の推移は以下の通り。
| 年度                | 1日平均 乗車人員 |
| ------------------- | ---------------- |
| 1987年（昭和62年）  | 2,853            |
| 1988年（昭和63年）  | 3,238            |
| 1989年（平成 元年） | 3,252            |
| 1990年（平成02年）  | 3,532            |
| 1991年（平成03年）  | 3,814            |
| 1992年（平成04年）  | 4,119            |
| 1993年（平成05年）  | 4,454            |
| 1994年（平成06年）  | 4,647            |
| 1995年（平成07年）  | 4,583            |
| 1996年（平成08年）  | 4,876            |
| 1997年（平成09年）  | 4,999            |
| 1998年（平成10年）  | 5,018            |
| 1999年（平成11年）  | 4,961            |
| 2000年（平成12年）  | 4,877            |
| 2001年（平成13年）  | 4,837            |
| 2002年（平成14年）  | 4,886            |
| 2003年（平成15年）  | 4,909            |
| 2004年（平成16年）  | 5,115            |
| 2005年（平成17年）  | 5,345            |
| 2006年（平成18年）  | 5,532            |
| 2007年（平成19年）  | 5,732            |
| 2008年（平成20年）  | 5,797            |
| 2009年（平成21年）  | 5,857            |
| 2010年（平成22年）  | 5,746            |
| 2011年（平成23年）  | 5,617            |
| 2012年（平成24年）  | 5,556            |
| 2013年（平成25年）  | 5,588            |
| 2014年（平成26年）  | 5,247            |
| 2015年（平成27年）  | 5,285            |
| 2016年（平成28年）  | 5,166            |
| 2017年（平成29年）  | 5,154            |
| 2018年（平成30年）  | 4,857            |
| 2019年（令和 元年） | 4,949            |
| 2020年（令和02年）  | 4,350            |
| 2021年（令和03年）  | 4,149            |
| 2022年（令和04年）  | 4,346            |

## 駅周辺
広島県道59号線との並行区間にあり、駅北東側には住宅地がある。駅北側には商業施設（商店を含む）や金融機関の支店が点在する。駅北西側には新興住宅地（東広島ニュータウン）があるが、駅からやや離れた所にある。入野川は駅から少し離れた南側を流れており、その対岸には寺院・中学校・住宅地がある。
- 東広島警察署西高屋交番
- 近畿大学広島キャンパス
- 広島県立広島中学校・高等学校
- 近畿大学附属広島高等学校・中学校東広島校
- 東広島市立高美が丘中学校
- 東広島市立高屋中学校
- 東広島市立高美が丘小学校
- 東広島市立高屋西小学校
- 西高屋駅前郵便局
- 広島銀行高屋支店
- もみじ銀行高屋支店
- 広島信用金庫高屋支店
- 呉信用金庫高屋支店
- 西品寺（）
- 善通寺

### バス路線
駅北側のロータリー内に芸陽バスの「西高屋駅前」停留所とタクシー乗り場がある。同停留所を経由する路線バスは下記を参照。
- 一般路線（芸陽バス）[16]
  - 高美が丘循環線（西高屋駅 - 高美が丘・近畿大学）※右回り・左回りが混在
  - 高美が丘・近畿大学－西条駅前線（西高屋駅 - 高美が丘 - 近畿大学 - 東広島記念病院 - 西条駅）
  - 豊栄 - 高美が丘 - 西条線（豊栄 - 久芳 - 高美が丘 - 西高屋駅 - 河尻 - 西条駅）
  - 白市線（白市駅 - 白市 - 西高屋駅 - 西条駅）

実証運行路線として高速バスの広島 - 高美が丘・豊栄線（広島バスセンター方面）が芸陽バスによって運行されていた。2023年3月26日までの土曜・日曜・祝日のみ運行。

### 道路
- 広島県道59号東広島本郷忠海線 - 国道375号・山陽自動車道西条IC方面 / 白市駅・国道432号・広島空港・三原市本郷町方面
- 広島県道194号西高屋停車場線 - 国道375号方面
- 国道375号 - 東広島市西条町・東広島市役所方面 / 東広島市福富町・東広島市豊栄町方面
- 高屋JCT・IC
  - 山陽自動車道 - 福山方面 / 広島方面
  - 東広島呉自動車道 - 山陽新幹線東広島駅・阿賀IC（呉市）方面

## その他
- 駅名に『西』と付いているのは、山陽本線が開通した当時の行政区域が賀茂郡西高屋村であったことに由来する。そのため、英語表記は「Nishi-takaya」では無く、ハイフンの無い「Nishitakaya」となっている。また、「高屋」や「東高屋」が名前の駅は周辺に存在しない（但し、高屋駅は山形県戸沢村に存在する）。
- 朝は西条・広島方面へ通勤・通学する客も多いが、駅近辺には2つの中高一貫校と1つの大学があるため、特に学生の利用客で賑わう。2025年3月の橋上駅舎の供用開始以前は、一般利用客との混雑を避けるため県立広島中・高校、近大東広島中・高校生徒用改札口が設置されていた。

## 隣の駅
西日本旅客鉄道（JR西日本）
 山陽本線
白市駅 (JR-G12) - 西高屋駅 (JR-G11) - 西条駅 (JR-G10)